# Bottier orthopédiste
Le bottier orthopédiste est un artisan qui confectionne, répare et entretient les chaussures orthopédiques ou les accessoires en rapport avec celles-ci qui aident à faire face aux difficultés de la marche.
La démarche professionnelle de cet artisan consiste donc en premier lieu à analyser et à saisir la signification des termes de la prescription médicale. Ensuite, il doit examiner le patient pour comprendre sa pathologie afin de corriger au mieux ses problèmes orthopédiques. Vient ensuite la prise de mesures, la prises d'empreintes ou le moulage pour la réalisation de la forme.
C’est sur la base d’un modèle en bois fabriqué d’après ces mesures et ces empreintes qu’il élabore « à la main » la chaussure ou l’accessoire orthopédique. Il peut aussi adapter des chaussures pour remédier à une déformation ou à une infirmité.

## Formation
- Formation au métier Podo-Orthésiste
- Le métier fait en France l'objet d'une certification meilleur ouvrier de France[1].